# Obras de tierra (arqueología)

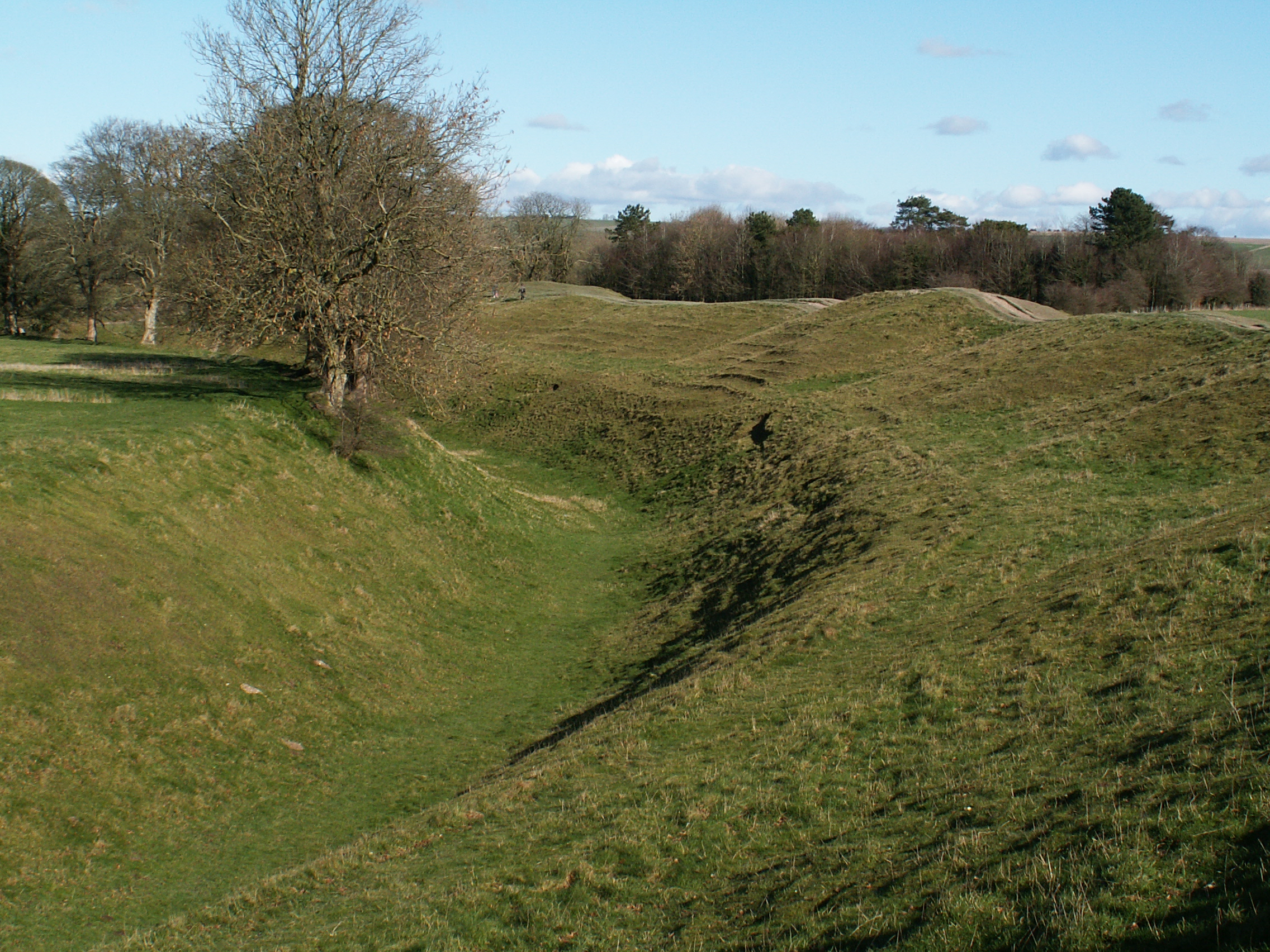
Dique del conjunto prehistórico de Avebury.

En arqueología, una obra de tierra, movimiento de tierras o trabajo de tierra es un término general para describir los cambios artificiales en el nivel de la tierra, por ejemplo un terraplén o un montículo. A los movimientos de tierras (earthworks en inglés), a menudo, se los conoce coloquialmente como "terrones y baches".
Las obras de tierra pueden ser por sí mismas yacimientos arqueológicos conjunto de vestigios, o bien pueden presentar vestigios bajo la superficie. Las obras de tierra de interés para arqueólogos incluyen: castros, henges, montículos, montículos de plataforma, montículos efigies, recintos, túmulos, túmulos alargados, cresta y surco, motas, túmulos redondos y otros tumbas. Los movimientos de tierras de pueblos medievales abandonados se pueden utilizar para determinar la ubicación, tamaño y diseño de los asentamientos perdidos.
Las obras de tierra pueden variar altura, desde unos pocos centímetros al tamaño de Silbury Hill, 40 metros (131 pies). Datan desde el Neolítico hasta la actualidad. Se pueden extender longitudinalmente varias decenas de kilómetros, por ejemplo la Muralla de Offa y el Muro Antonino, o en extensión hasta cubrir muchas hectáreas como, por ejemplo, el Castillo de Maiden, que ocupa 19 hectáreas (47 acre).
Las obras de tierra poco profundas a menudo son más visibles como marcas de cosecha o, si se toman en fotografías aéreas cuando el sol está bajo en el cielo y las sombras son más pronunciadas. Del mismo modo, los movimientos de tierras son más visibles después de una helada o una ligera capa de nieve. En ocasiones, un estudio preciso de los terraplenes permite su interpretación sin la necesidad de excavación.

## Galería

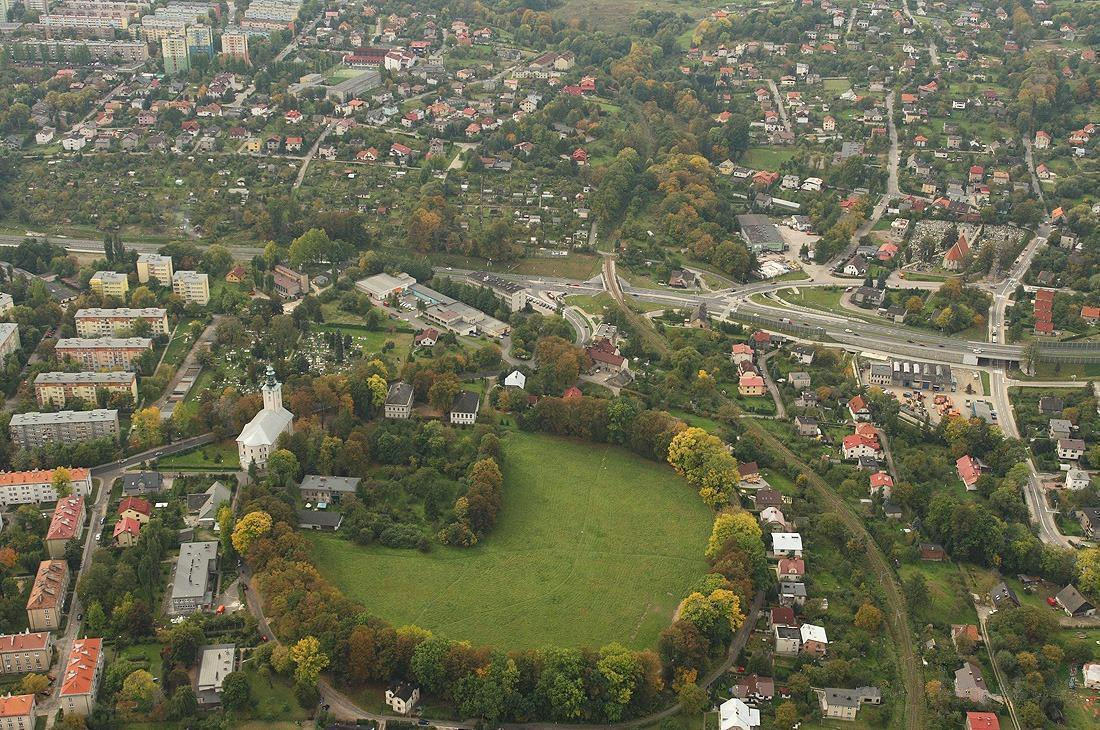
Castro del siglo XI. Bielsko-Biała, Polonia.
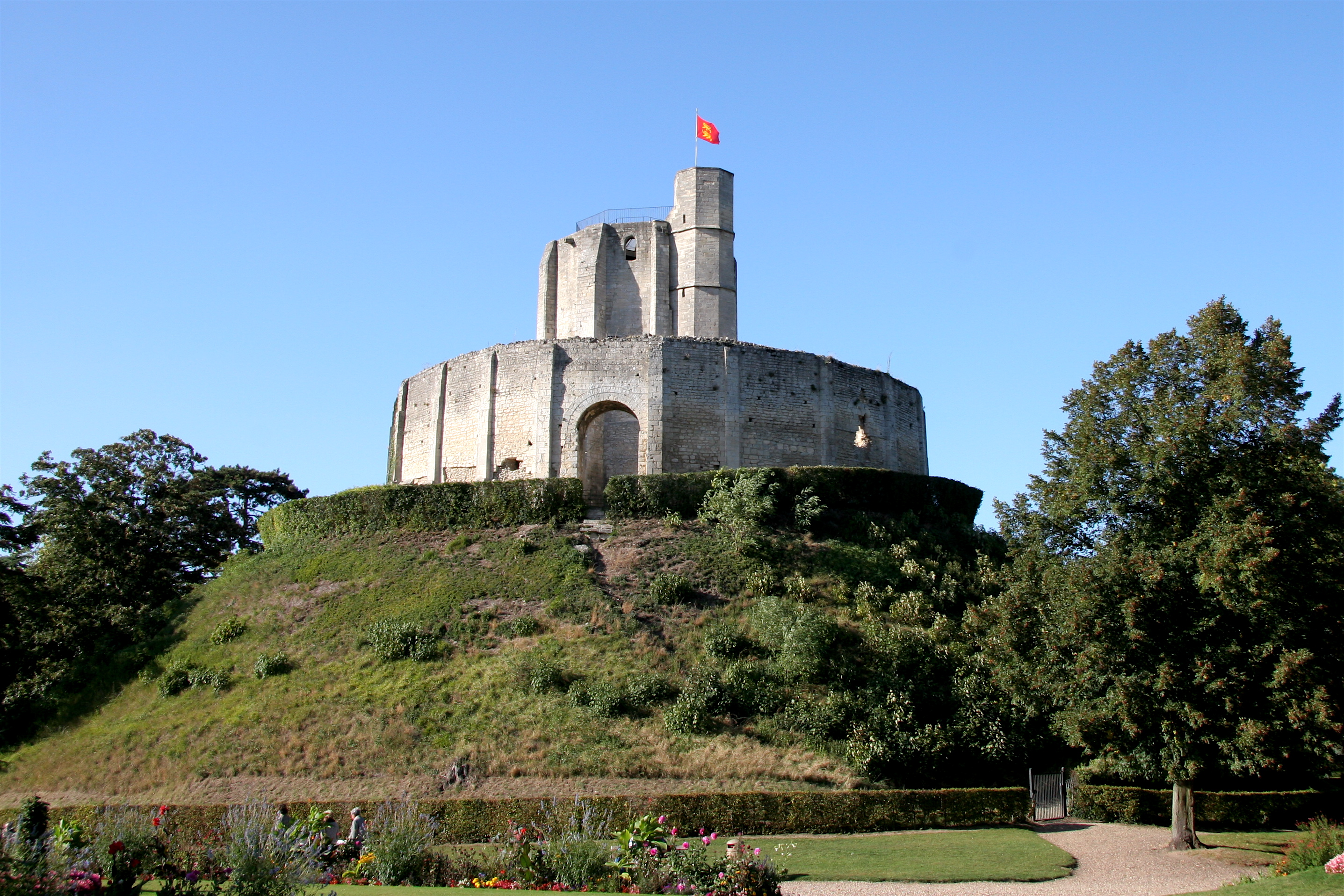
Mota castral del siglo XII. Castillo de Gisors en Eure, Francia.
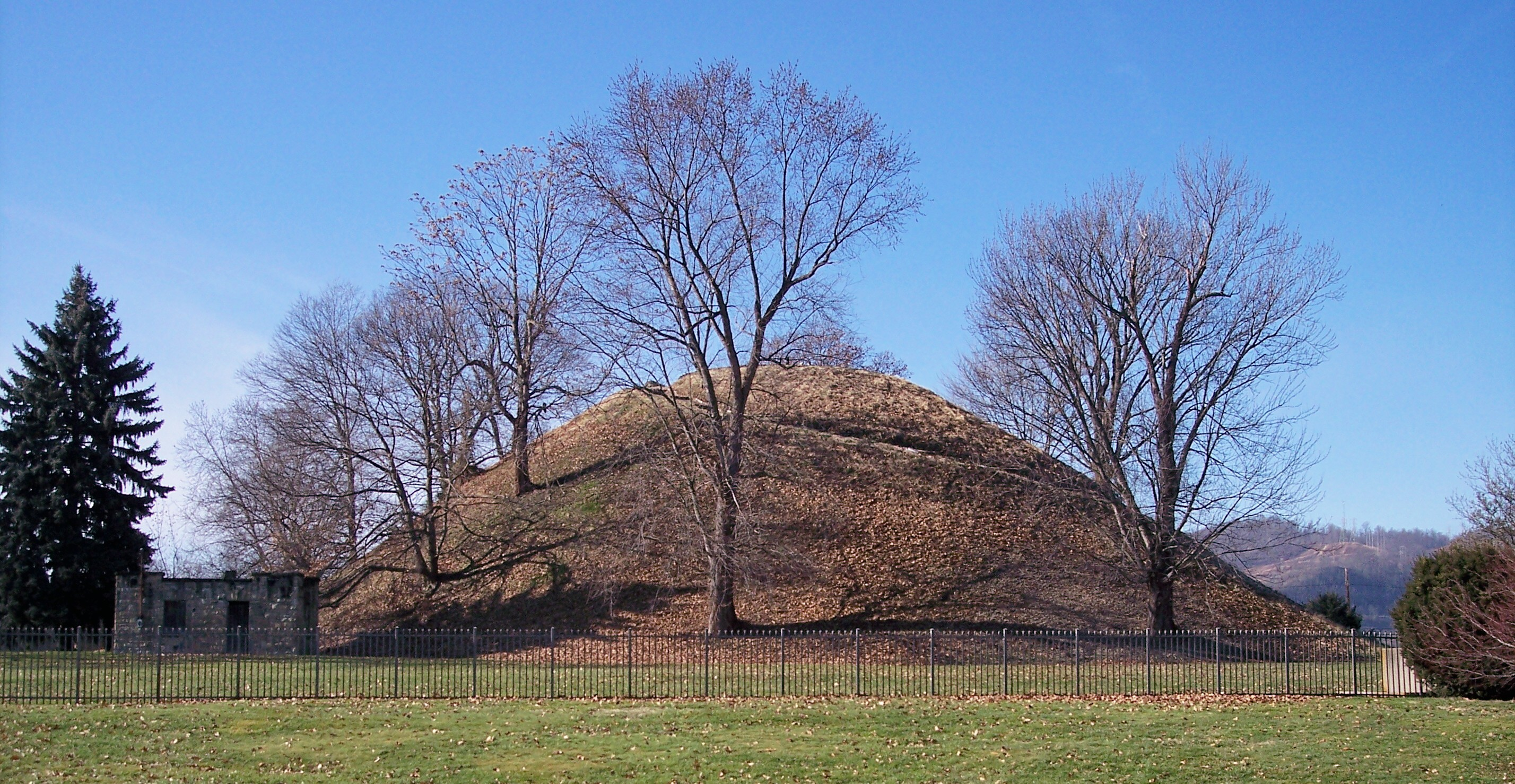
Túmulo Adena o montículo funerario. Montículo Grave Creek en Virginia Occidental, Estados Unidos.
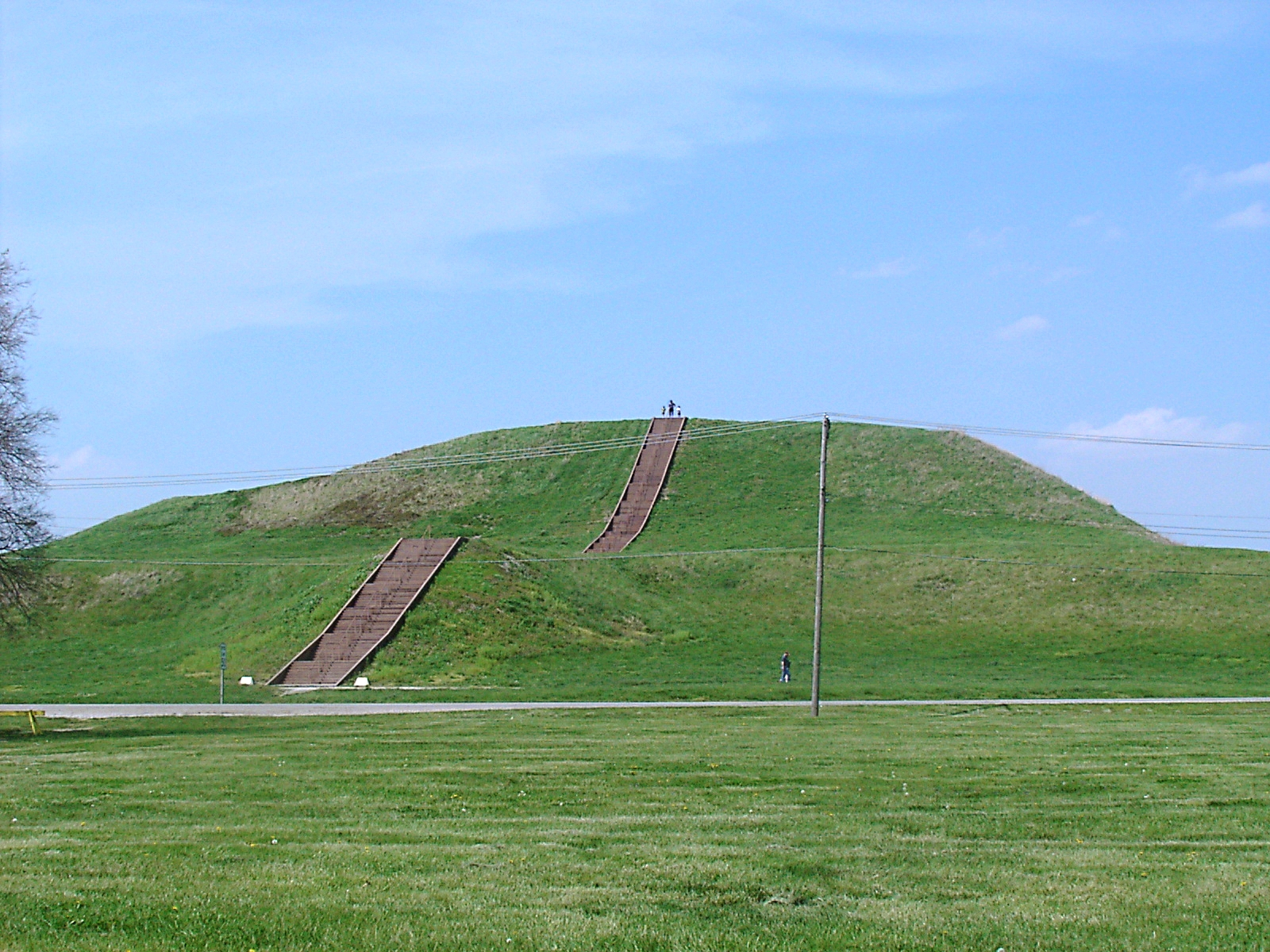
Montículo plataforma misisipiana. Cahokia en Illinois, Estados Unidos.
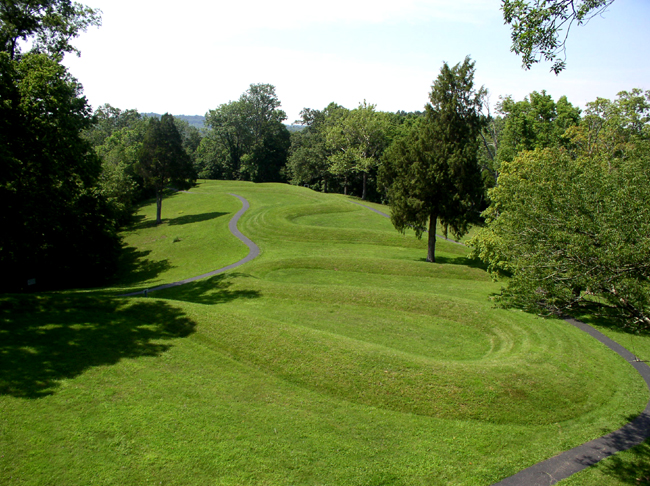
Montículo efigie de la Cultura Fuerte Anciano. Gran Montículo de la Serpiente en Ohio, Estados Unidos.
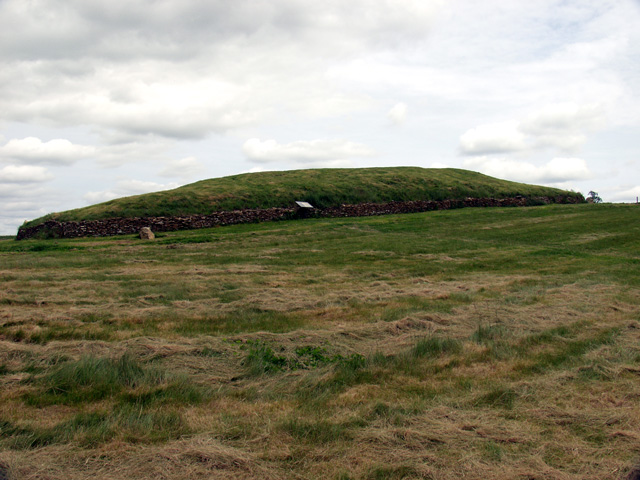
Túmulo alargado neolítico. Túmulo alargado de Stoney Littleton en Somerset, Reino Unido.
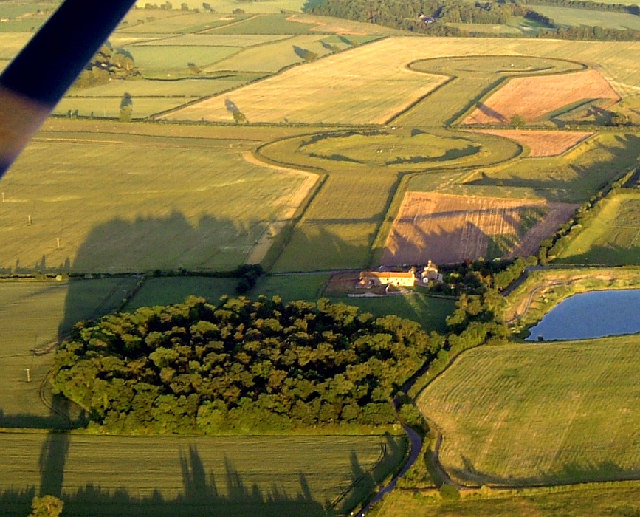
Henge neolítico. Henges Thornborough en Yorkshire del Norte, Reino Unido.
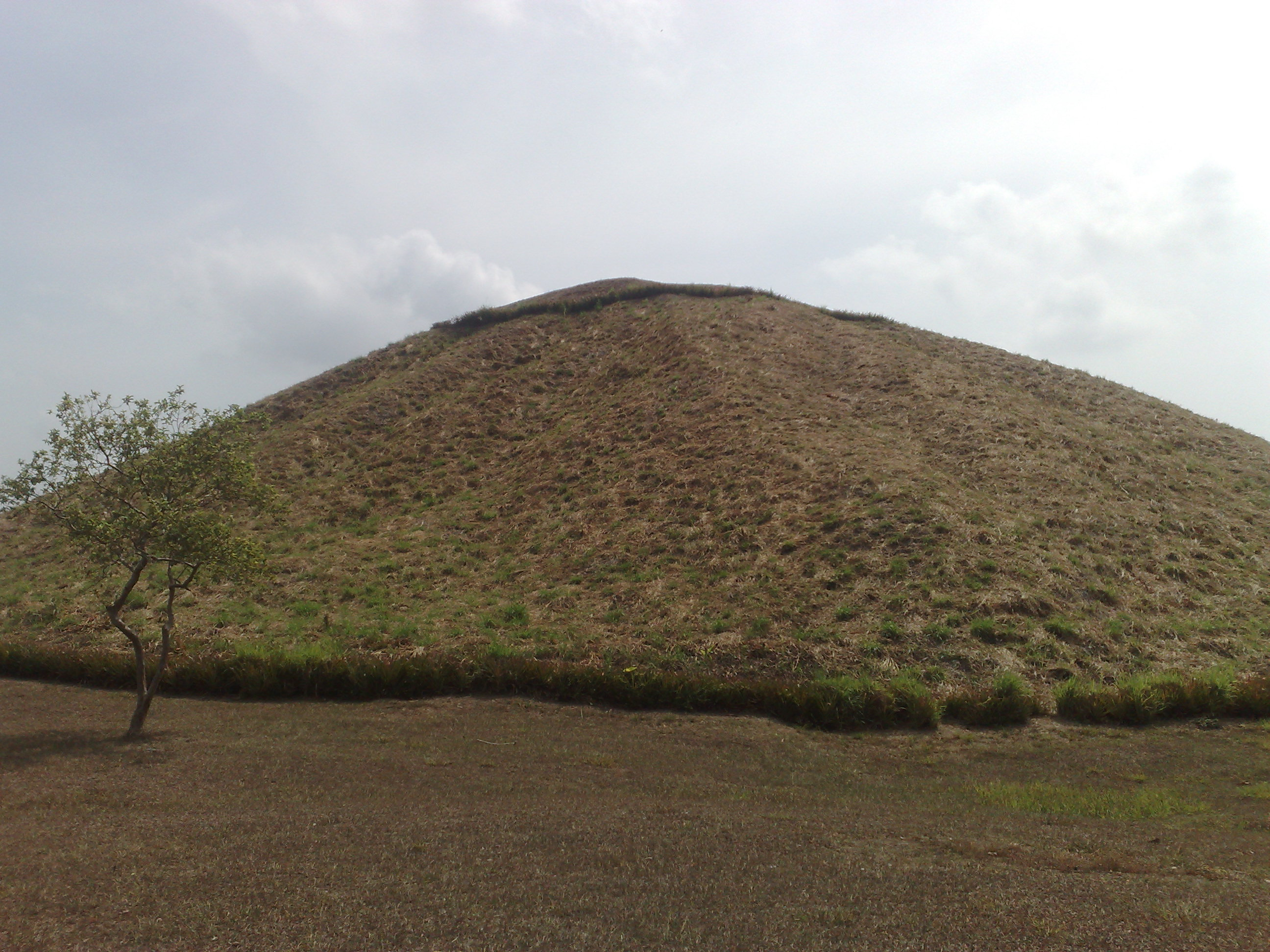
La Venta,600 a. C. Pirámide de La Venta en Tabasco, México.
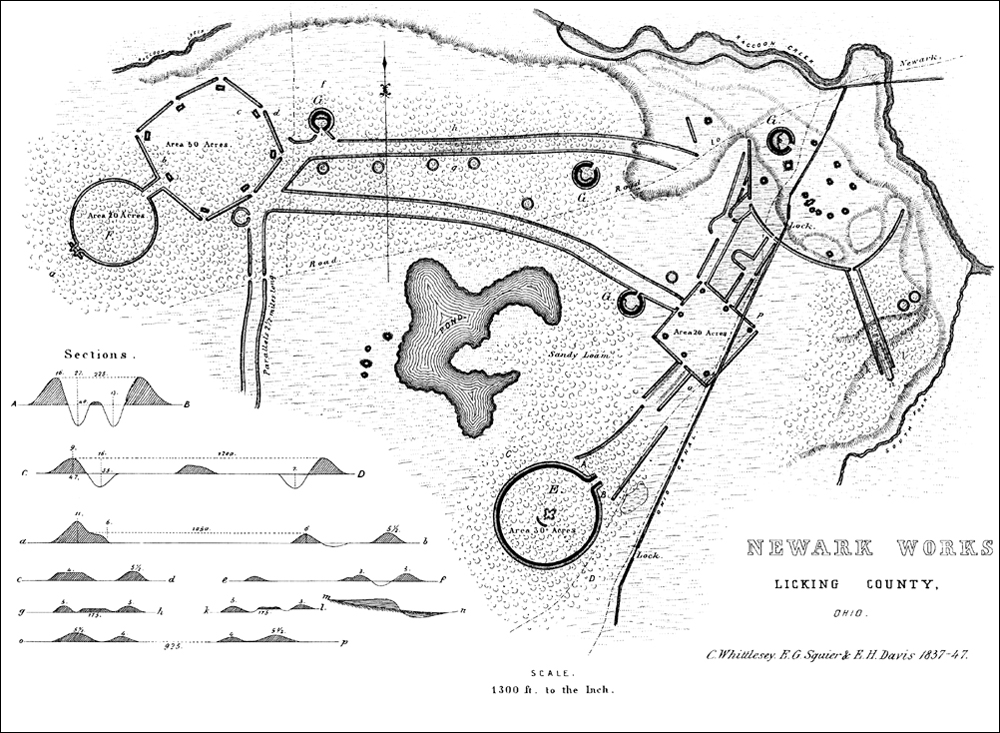
Recinto Hopewell. Movimientos de tierras de Newark en Ohio, Estados Unidos.